# Chester Erskine
Chester Erskine (Hudson, 29 novembre 1905 – Beverly Hills, 7 aprile 1986) è stato un regista statunitense.
È il produttore e l'autore della sceneggiatura del film Erano tutti miei figli (1948), basato sull'omonimo dramma teatrale di Arthur Miller.

## Filmografia

### Regista
- Sedia elettrica (Midnight) (1934)
- Frankie and Johnnie (1936)
- Io e l'uovo (The Egg and I) (1947)
- Passo falso (Take One False Step) (1940)
- Una ragazza in ogni porto (A Girl in Every Port) (1952)
- Androclo e il leone (Androcles and the Lion) (1952)
- A Change in the Wind
- Irish Whiskey Rebellion